# Haematopota guineensis
Haematopota guineensis är en tvåvingeart som beskrevs av Jacques-Marie-Frangile Bigot 1891. Haematopota guineensis ingår i släktet Haematopota och familjen bromsar. Inga underarter finns listade i Catalogue of Life.